# Forest Hill (Londres)

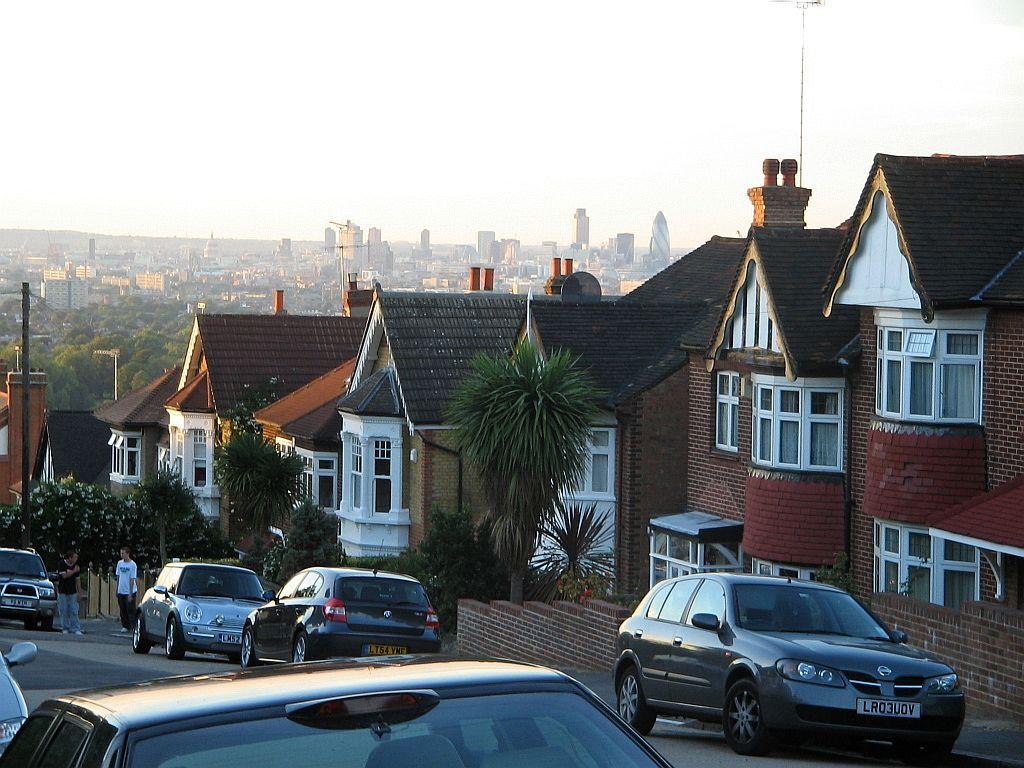
Vista de Forest Hill. Os arranha-céus da Cidade de Londres podem ser vistos à distância.

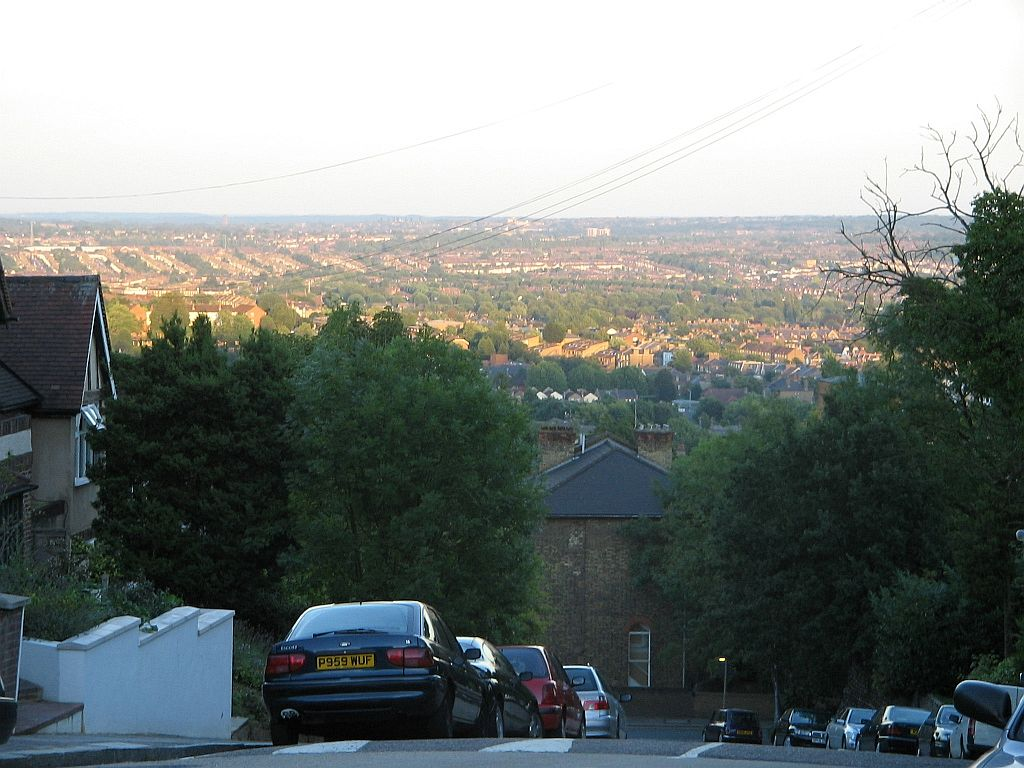
Vista sul do distrito.

Forest Hill é um distrito no borough de Lewisham, na Região de Londres, na Inglaterra.

## Locais de interesse
- Biblioteca de Forest Hill
- Estação de Forest Hill
- Museu Horniman